# Рогожка (Нижньогородська область)
Рогожка (рос. Рогожка) — село в Сеченовському районі Нижньогородської області Російської Федерації.
Населення становить 414 осіб. Входить до складу муніципального утворення Кочетовська сільрада.

## Історія
Від 2009 року входить до складу муніципального утворення Кочетовська сільрада.

## Населення
| 2002 | 2010 |
| ---- | ---- |
| 457  | ↘414 |